# Slobodan Tedić
Slobodan Tedić (in serbo Слободан Тедић?; Podgorica, 13 aprile 2000) è un calciatore serbo, attaccante del Čukarički.

## Caratteristiche tecniche
È un centravanti che fa della fisicità il suo principale punto di forza. Forte nel gioco aereo e nelle sponde per i compagni, è dotato di una discreta velocità quando parte in progressione palla al piede.

## Carriera

### Club
Cresciuto nel settore giovanile del Vojvodina, nel 2017 è passato al Čukarički. Ha debuttato in prima squadra il 20 settembre 2017 disputando l'incontro di Coppa di Serbia vinto 3-0 contro lo Jagodina.

### Nazionale
Ha giocato nelle nazionali giovanili serbe Under-16, Under-17, Under-18, Under-19 ed Under-21.

## Statistiche

### Presenze e reti nei club
Statistiche aggiornate al 14 marzo 2020.
| Stagione        | Squadra         | Campionato      | Campionato | Campionato | Coppe nazionali | Coppe nazionali | Coppe nazionali | Coppe continentali | Coppe continentali | Coppe continentali | Altre coppe | Altre coppe | Altre coppe | Totale | Totale | Totale |
| Stagione        | Squadra         | Comp            | Pres       | Reti       | Comp            | Pres            | Reti            | Comp               | Pres               | Reti               | Comp        | Pres        | Reti        | Pres   | Reti   |        |
| --------------- | --------------- | --------------- | ---------- | ---------- | --------------- | --------------- | --------------- | ------------------ | ------------------ | ------------------ | ----------- | ----------- | ----------- | ------ | ------ | ------ |
| 2017-2018       | Čukarički       | SL              | 8          | 1          | CS              | 1               | 0               | -                  | -                  | -                  | -           | -           | -           | 9      | 1      |        |
| 2018-2019       | Čukarički       | SL              | 31         | 4          | CS              | 0               | 0               | -                  | -                  | -                  | -           | -           | -           | 31     | 4      |        |
| 2019-2020       | Čukarički       | SL              | 24         | 6          | CS              | 2               | 1               | UEL                | 4                  | 3                  | -           | -           | -           | 30     | 10     |        |
| Totale carriera | Totale carriera | Totale carriera | 63         | 11         |                 | 3               | 1               |                    | 4                  | 3                  |             | -           | -           | 70     | 15     |        |